# Лазарев, Виталий Фёдорович
Лазарев Виталий Фёдорович (1949—2002) — советский и украинский художник.
Родился 16 января 1949 г. в Львове в семье служащего. Окончил Киевский художественный институт (1978).
Работал на Киевской киностудии им. А. П. Довженко.
Оформил фильмы: «Чудик» (1978), «Школа» (1980), «Возвращение с орбиты» (1983), «Прыжок», «Чужой звонок» (1985), «Мама, родная, любимая…» (1986), «Граница на замке», «Работа над ошибками» (1988), «Трудно быть Богом» (1989), «Балаган» (1990), «Телохранитель» (1991), «Круиз, или путешествие развода» (1991), «Дорогой ценой» (1993, Одесская киностудия) и др.
Был членом Национального союза кинематографистов Украины.
Погиб 10 ноября 2002 г. в Киеве.